# Socijalno tržišno gospodarstvo
Socijalno tržišno gospodarstvo (njemački Soziale Marktwirtschaft) je gospodarski sustav s ciljem "spajanja tržišnog gospodarstva na temelju konkurentnog gospodarstva i slobodnog poduzetništva sa socijalnom državom". 
Državne regulacije (intervencije) usmjerene su na 
- uspostavu poštenog tržišnog natjecanja,
- održavanje ravnoteže između visoke stope gospodarskog rasta i niske stope inflacije,
- niske razine nezaposlenosti,
- dobrih uvjeta rada, socijalne skrbi i javne službe,

Sadrži sljedeće značajke: zaštitu privatne imovine, natjecanje bez monopola, slobodno formiranje cijene, gospodarstvena neovisnost i odgovornost poduzetnika, ograničene ekonomske funkcije države.
Privatno vlasništvo je preduvjet za natjecanje i slobodno formiranje cijena, kao i za rezultate poslovanja poduzetnika. 
Preduvjet za funkcioniranje tržišnog gospodarstva je socijalna stabilnost kao i određena monetarna politika. Podrazumijeva protivljenje uporabi inflacije za financiranje deficita i politiku pune zaposlenosti. Državna gospodarska aktivnost usmjerena je na pružanje potpore tržišnim i gospodarskiim organizacijama.
Socijalno tržišno gospodarstvo je opisano od strane nekih autora kao "treći put" između kapitalizma i socijalizma ili takozvani "treći način".
Odnosi se na ekonomski poredak Savezne Republike Njemačke i Republike Austrije.
Važni pojedinci u razvoju koncepta su Walter Eucken, Wilhelm Röpke Alexandre Rüstow, Franz Bohm, Franz Oppenheimer i Alfred Müller-Armack, koji je izvorno skovao pojam Soziale Marktwirtschaft.
Pojam "socijalno tržišno gospodarstvo" je još uvijek česta Ekonomska osnova većine političkih stranaka u Njemačkoj. Opredjeljenje za jedan oblik socijalne tržišne ekonomije bio je prisutan i u ustavu Europske unije ali projekt je napušten 2005. nakon negativnih ishoda referenduma u Francuskoj i Nizozemskoj.
Za razliku od slobodnog tržišnog gospodarstva država nije pasivna, već aktivno sudjeluje u regulativnim mjerama. Neki elementi, kao što su mirovinsko osiguranje, opće zdravstveno osiguranje i osiguranje u slučaju nezaposlenosti su dio sustava socijalne sigurnosti. Ta osiguranja se financiraju kombinacijom doprinosa zaposlenika, doprinosa poslodavaca i državnih subvencija. 